# Comunidad de Teruel
La Comunidad de Teruel est une comarque aragonaise dans la Province de Teruel (Espagne).

## Communes
| Nom                     | Population (2002) | Population (2005) |
| ----------------------- | ----------------- | ----------------- |
| Ababuj                  | 88                | 84                |
| Aguatón                 | 26                | 23                |
| Aguilar del Alfambra    | 82                | 79                |
| Alba                    | 271               | 247               |
| Alfambra                | 642               | 682               |
| Almohaja                | 29                | 30                |
| Alobras                 | 88                | 82                |
| Alpeñés                 | 28                | 27                |
| Argente                 | 252               | 244               |
| Camañas                 | 137               | 138               |
| Camarillas              | 106               | 107               |
| Cañada Vellida          | 53                | 45                |
| Cascante del Río        | 109               | 106               |
| Cedrillas               | 519               | 542               |
| Celadas                 | 414               | 430               |
| Cella                   | 2.864             | 2.896             |
| Corbalán                | 85                | 84                |
| Cubla                   | 51                | 45                |
| El Cuervo               | 114               | 111               |
| Cuevas Labradas         | 148               | 152               |
| Escorihuela             | 213               | 197               |
| Fuentes Calientes       | 124               | 127               |
| Galve                   | 144               | 153               |
| Jorcas                  | 42                | 39                |
| Libros                  | 156               | 146               |
| Lidón                   | 73                | 72                |
| Monteagudo del Castillo | 67                | 65                |
| Orrios                  | 188               | 175               |
| Pancrudo                | 156               | 124               |
| Peralejos               | 86                | 83                |
| Perales del Alfambra    | 291               | 296               |
| El Pobo                 | 131               | 135               |
| Rillo                   | 134               | 115               |
| Riodeva                 | 203               | 182               |
| Santa Eulalia del Campo | 1.178             | 1.164             |
| Teruel                  | 31.506            | 33.238            |
| Tormón                  | 36                | 35                |
| Torrelacárcel           | 282               | 240               |
| Torremocha de Jiloca    | 165               | 158               |
| Tramacastiel            | 110               | 116               |
| Valacloche              | 20                | 24                |
| Veguillas de la Sierra  | 27                | 23                |
| Villarquemado           | 957               | 916               |
| Villastar               | 339               | 333               |
| Villel                  | 343               | 322               |
| Visiedo                 | 196               | 174               |